# Offa (Angeln)
Offa war ein legendärer König der Angeln im gleichnamigen Landstrich.

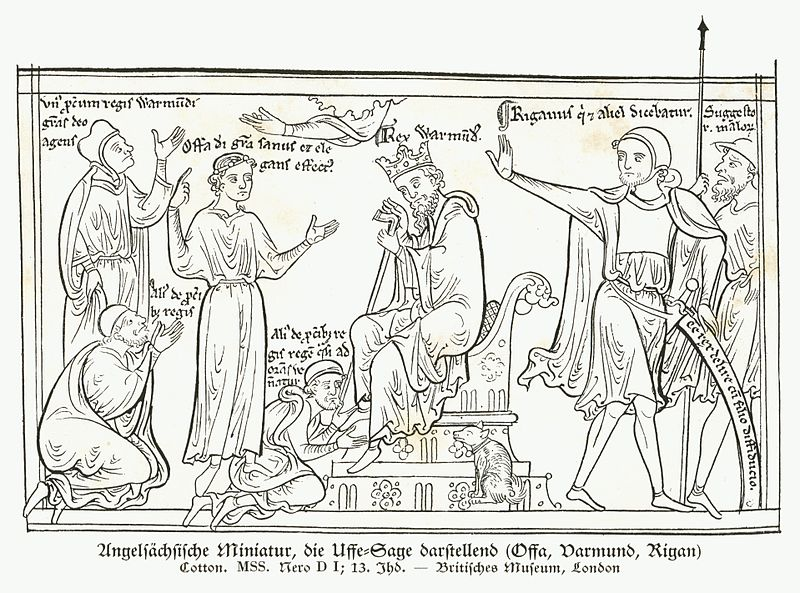
Angelsächsische Miniatur, die Uffe-Sage darstellend (Offa, Varmund, Rigan) (Darstellung aus dem 13. Jahrhundert)

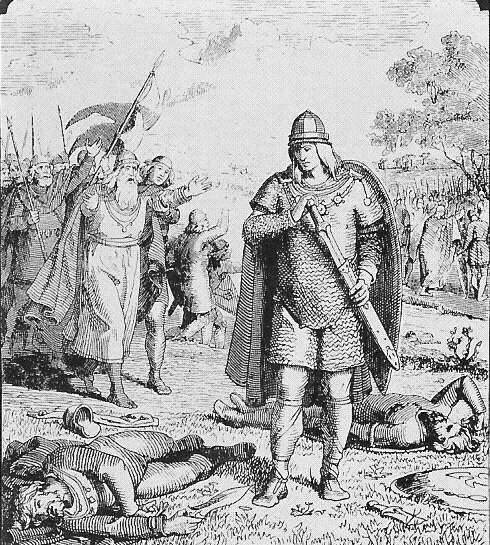
Wermund umarmt seinen siegreichen Sohn Offa (Illustration von Lorenz Frølich, 19. Jahrhundert)

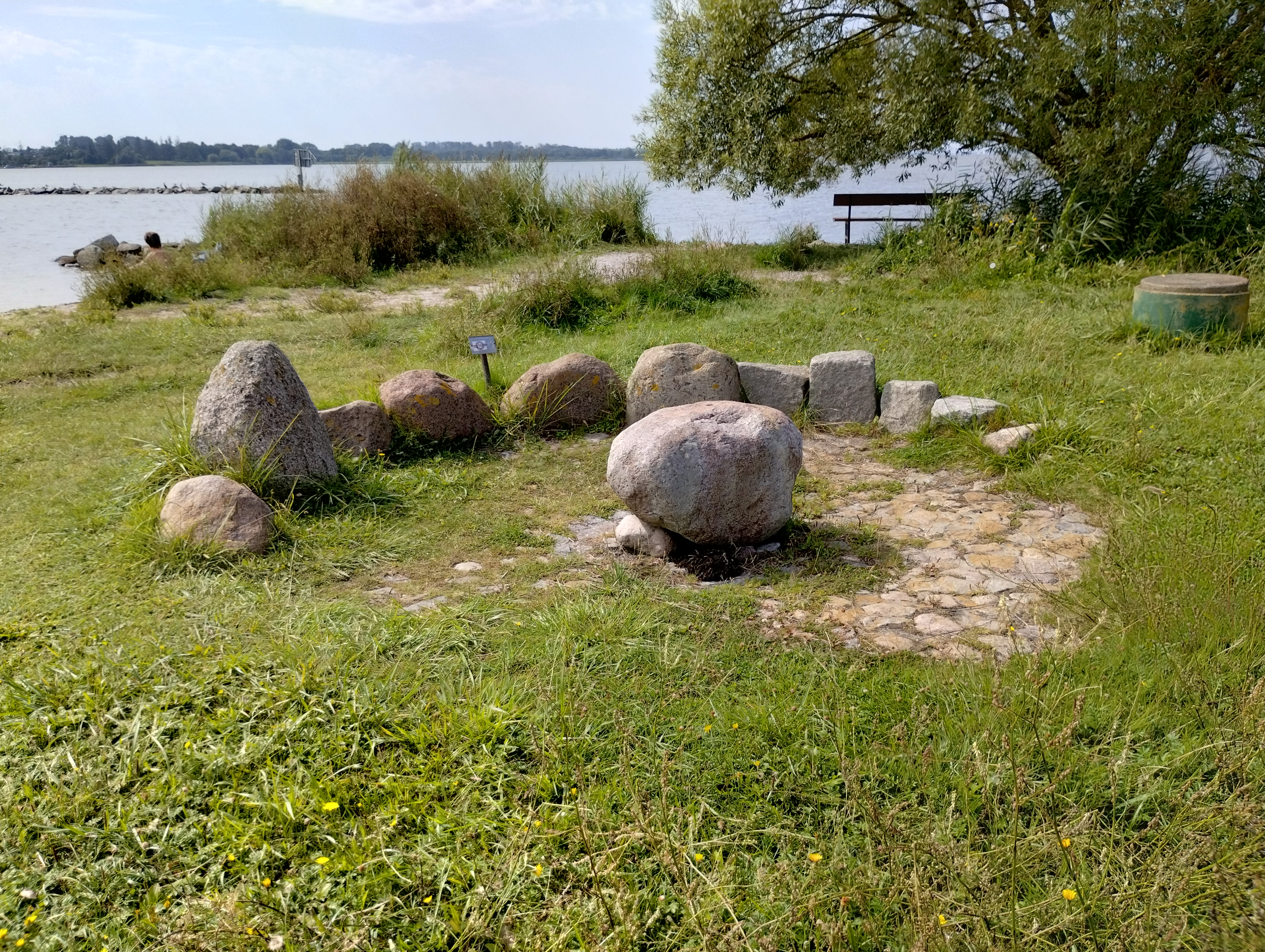
In Grödersby an der Schlei befindet sich die sogenannte Offa-Quelle (dän. Uffe-kilde).

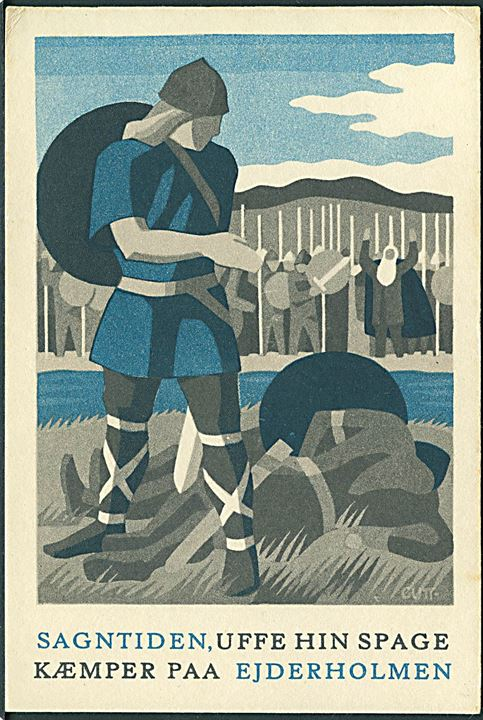
Darstellung von Offas Kampf auf der Eiderinsel durch Viggo Guttorm-Pedersen

Versionen seiner heroischen Tat werden von den dänischen Historiographen Saxo Grammaticus und Sven Aagesen, von einer englischen Lebensbeschreibung des Mönchs der Abtei von St Albans Matthäus Paris (Vitae duorum Offarum, um 1200) und in dem altenglischen Gedicht Widsith berichtet. In Letzterem ist das Geschehen nach England verlegt.
In der älteren, anglischen Version der Sage ist Offa stumm bis zu seinem 30. Lebensjahr. Als Reaktion auf den unrechtmäßigen Thronanspruch eines sächsischen Königs gegen seinen alternden und blinden Vater erlangt Offa die Sprache wieder, erschlägt allein mit dem magischen Schwert Skræp den Sohn und einen hünenhaften Krieger des sächsischen Herausforderers auf einer Insel in der Eider und rettet so die Unabhängigkeit der Angeln.
Die englische Fassung nennt Offa (oder Uffe) den Sohn Wermunds, König der Westangeln im englischen Warwick. Offa ist blind bis zum Alter von sieben Jahren, stumm bis zum Alter von 30. Durch ein Wunder geheilt, verteidigt er die Herrschaft Wermunds gegen zwei Herausforderer.
Der Widsith (V. 35–44) erwähnt als erinnernswerte Heldentat des jungen Angelnherrschers Offa in seiner Konkurrenz mit dem Dänen Alewih, er habe gegen die Myrgingas allein mit dem Schwert ein großes Königreich an der Fifeldor (meist identifiziert mit der Eider) erkämpft und so den Grenzverlauf zwischen Angeln und Sueben (Swaefe) festgelegt.
Nach einer angelsächsischen (mercischen) Chronik galt er als Vorfahr des Königs Offa von Mercien. Dort wird eine Genealogie Waermund – Offa – Angeltheow – Eomer aufgeführt.
In unklarem Kontext ist ein Offa auch in dem angelsächsischen Heldenepos von Beowulf erwähnt (V. 1944–1962); es ist nicht ganz sicher, ob damit dieselbe Sagenfigur gemeint war.

## Spätere Rezeption
Im Zuge des aufkommenden Nationalismus ab Mitte des 19. Jahrhunderts wurde Offa, auf Dänisch Uffe hin Spage genannt, zu einer Art dänischem Nationalhelden hochstilisiert (obwohl Offa König der Angeln und kein Däne war), der sein Land gegen einen übermächtigen Gegner aus dem Süden gerettet habe.
Die 1935 gegründete dänische Schule in Tönning heißt nach dem sagenhaften Königssohn Uffe-Skolen.
Die archäologische Fachzeitschrift Offa – Berichte und Mitteilungen zur Urgeschichte, Frühgeschichte und Mittelalterarchäologie ist nach Offa benannt.